# Agnese di Francia (1260-1325)
Agnese di Francia, in catalano Agnès de França i de Provença, in castigliano Inés de Borgoña ed in francese Agnès de France (1260 – Lantenay, 20 dicembre 1325), fu duchessa consorte di Borgogna e regina titolare consorte di Tessalonica dal 1279 al 1306 e poi reggente del ducato di Borgogna dal 1306 al 1310.

## Origini

Come ci viene confermato dalla Chronique anonyme des rois de France, Agnese era la figlia minore (ultimogenita) del re di Francia san Luigi IX (1215 – 1270) e di Margherita di Provenza (1221 – 1295), che, come riportato dal Vincentii Bellovacensis Memoriale Omnium Temporum, era la figlia primogenita del conte di Provenza e conte di Forcalquier Raimondo Berengario IV (1198 – 1245) e della moglie (come risulta dalla cronaca del monaco benedettino inglese, cronista della storia inglese, Matteo Paris (1200 – 1259), quando descrive il matrimonio della figlia Eleonora con il re d'Inghilterra, Enrico III), Beatrice di Savoia (1206 – 1266).
Luigi IX di Francia, secondo il Chronicon Turonense era il maggiore (era il figlio maschio quartogenito, ma i suoi tre fratelli maggiori erano morti in fasce) dei figli maschi del re di Francia Luigi VIII (1187-1226) e di Bianca di Castiglia(1188–1252) che, secondo il monaco cistercense e cronista medioevale della prima metà del XIII secolo, che scrisse una cronaca, dalla Creazione al 1241, Alberic de Trois-Fontaines, era figlia del re di Castiglia Alfonso VIII e di Eleonora Plantageneta (Blancham filiam Alphonsi regis Castelle neptem ex sorore regum Anglie Richardi et Iohannis). 
Agnese fu sorella del re di Francia Filippo III, del patriarca dei Borbone, Roberto di Clermont e di Isabella di Francia, regina consorte di Tebaldo II di Navarra.

## Biografia
Dopo che, nel 1272, il matrimonio era stato concordato tra suo fratello, il re di Francia, Filippo III l'Ardito ed il membro de un ramo minore dei Capetingi, il duca di Borgogna e re titolare di Tessalonica, Roberto II di Borgogna (1248-1306), Agnese, verso il 1274, contrasse matrimonio Roberto II di Borgogna che, come ci viene confermato nel testamento del padre del 1272, era il figlio quintogenito ed anche ultimogenito del Duca di Borgogna ed in seguito re titolare di Tessalonica, Ugo IV di Borgogna e della prima moglie, Iolanda di Dreux, che, come ci viene confermato dalla Chronica Albrici Monachi Trium Fontium, era figlia del conte di Dreux e di Braine, Roberto III e della moglie (come ci viene confermato dal documento n° LXXIX del Cartulaire du comté de Ponthieu), Eleonora, signora di Saint-Valéry, come appendiamo dalla Histoire généalogique des ducs de Bourgogne de la maison de France.
Tra il 1279 ed il 1280, suo marito, Roberto II stipulò con il Conte di Borgogna, Ottone IV un contratto di matrimonio per il loro figlio primogenito ed erede, Giovanni, di pochi mesi, con la figlia primogenita ed erede di Ottone IV, Alice, con la prospettiva di riunire contea e ducato; però il piano non poté essere portato a termine, poiché Giovanni di Borgogna, dopo pochi anni morì e poco dopo morì anche Alice di Borgogna.
Suo marito, Roberto II, fu incaricato di importanti missioni dai re di Francia, Filippo l'Ardito e Filippo il Bello. Quest'ultimo lo scelse per una delicata missione a Roma, per cui Roberto II fece testamento, nominando suo successore il figlio, Ugo e affidando la reggenza alla moglie, Agnese, sinché Ugo non avesse raggiunto la maggior età.
Nel 1306 Agnese rimase vedova; infatti, dopo che, l'anno prima, si era ammalato, Roberto II morì il 21 marzo 1306 lasciando erede il figlio Ugo V, sotto la tutela della madre, Agnese di Francia; secondo il Continuatio Chronici Guillelmi de Nangiaco, Roberto II morì nel 1305, mentre secondo l'epitaffio nell'Abbazia di Cîteaux, era morto nel 1309.
Agnese tenne la reggenza sino al 9 novembre 1311, come ci viene confermato dalla Histoire des ducs de Bourgogne de la race capétienne, vol. VII e, dopo che il figlio, Ugo V, resse il governo in prima persona, Agnese gli rimase accanto, come consigliera, anche se era già ammalata.
Nel 1314 la figlia Margherita, moglie, secondo la Histoire des ducs de Bourgogne de la race capétienne, vol. VI, dell'erede al trono di Francia, Luigi, detto il Testardo o l'Attaccabrighe, futuro re di Francia con il nome di Luigi X, figlio del re di Francia e di Navarra, Filippo IV, detto il Bello, venne incarcerata per ordine del suocero con l'accusa di adulterio e dato che nel successivo processo fu ritenuta responsabile di adulterio con il cavaliere normanno Philippe d'Aunay fin dal 1311, fu ripudiata, nel 1315.
Dopo la morte di Ugo V, nel 1315, fu consigliera dell'altro figlio, il nuovo duca di Borgogna, Oddone IV e, che a causa dell'adulterio di Margherita, anche la legittimità della figlia di Margherita, Giovanna, fu messa in discussione Agnese, affiancata dal figlio, il duca Oddone, si batté, specialmente dopo la morte della figlia Margherita (1315), perché i diritti della nipotina Giovanna di diventare regina sia di Francia che di Navarra, fossero garantiti.
Alla morte del padre di Giovanna, Luigi X, (5 giugno 1316), il fratello, e zio di Giovanna, Filippo il Lungo, conte di Poitiers, fu prima nominato reggente e poi eletto re, privando Giovanna dei suoi diritti.
Agnese, affiancata da Oddone IV, sollecitò inutilmente l'appoggio dei feudatari di Borgogna, Fiandre e Artois, per difendere i diritti della piccola Giovanna, in quanto fu sancito che una donna non può accedere al trono di Francia.
Nel 1322, alla morte di Filippo V il Lungo, privo eredi maschi, continuando a trascurare i diritti di Giovanna, gli succedette, sia sul trono di Francia che su quello di Navarra, il fratello Carlo IV il Bello.
Nel 1325, il 19 dicembre, Agnese morì a Lantenay e fu sepolta accanto al marito nell'Abbazia di Cîteaux; tre anni dopo, nel 1328, alla morte di Carlo IV il Bello, Giovanna riuscì ad ottenere il regno di Navarra, anche grazie all'appoggio che la nonna le aveva dato negli ultimi dodici anni.

## Figli
Agnese diede al marito Roberto dieci figli:
- Margherita (prima del 1279 - † bambina), secondo la Histoire des ducs de Bourgogne de la race capétienne, vol. VI era la primogenita e morì giovane[18];
- Giovanni (1279 - † 1283), fidanzato ad Alice di Borgogna[12], morto ancora bambino[13];
- Bianca (1288 † 1348), che il 27 settembre 1307[18] sposò il conte di Savoia Edoardo I il Liberale (1284 – 1329), come conferma il Continuatio Chronici Guillelmi de Nangiaco[22];
- Margherita (1290 – 1315), che sposò il 23 settembre 1305 il futuro re di Francia e di Navarra, Luigi X, detto il Testardo o l'Attaccabrighe[23] e ripudiata, nel 1315[18];
- Giovanna (1293 – 1349), che sposò nel luglio del 1315 Filippo di Valois[24] (1293 – 1350), conte del Maine, di Valois e d'Angiò, poi re Filippo VI di Francia[25];
- Ugo[14] (1294 – 1315), Duca di Borgogna e re titolare di Tessalonica, dopo il padre[18].
- Oddone[14] (1295 – 1349), Duca di Borgogna, dopo il fratello, Ugo V[18];
- Luigi (1297 – 1316), re titolare di Tessalonica, dopo il fratello, Ugo V[18] e principe d'Acaia e Morea col matrimonio, del 6 aprile 1312[18] ,con Matilde di Hainaut[26];
- Maria (1298-1310), che sposò nel 1310[27] il conte Edoardo I di Bar[28];
- Roberto (1302 – 1334), che sposò l'8 giugno 1321 Giovanna di Châlon[18] (1300 – 1333), contessa di Tonnaire, figlia di Guglielmo I d'Auxerre (? – 1304)[29].

## Ascendenza
|                                    |                        |                           | Genitori                 |  |  | Nonni |  |  | Bisnonni              |  |  | Trisnonni            |  |
|                                    |                        |                           |                          |  |  |       |  |  | Filippo II di Francia |  |  | Luigi VII di Francia |  |
|                                    |                        |                           |                          |  |  |       |  |  | Filippo II di Francia |  |  | Luigi VII di Francia |  |
|                                    |                        | Adèle di Champagne        |                          |  |  |       |  |  | Filippo II di Francia |  |  |                      |  |
| Luigi VIII di Francia              |                        |                           |                          |  |  |       |  |  | Filippo II di Francia |  |  |                      |  |
|                                    |                        | Isabella di Hainaut       | Baldovino V di Hainaut   |  |  |       |  |  |                       |  |  |                      |  |
|                                    |                        | Isabella di Hainaut       | Baldovino V di Hainaut   |  |  |       |  |  |                       |  |  |                      |  |
|                                    |                        | Isabella di Hainaut       | Margherita I di Fiandra  |  |  |       |  |  |                       |  |  |                      |  |
| Luigi IX di Francia                |                        | Isabella di Hainaut       |                          |  |  |       |  |  |                       |  |  |                      |  |
|                                    |                        | Alfonso VIII di Castiglia | Sancho III di Castiglia  |  |  |       |  |  |                       |  |  |                      |  |
|                                    |                        | Alfonso VIII di Castiglia | Sancho III di Castiglia  |  |  |       |  |  |                       |  |  |                      |  |
|                                    |                        | Alfonso VIII di Castiglia | Bianca Garcés di Navarra |  |  |       |  |  |                       |  |  |                      |  |
| Bianca di Castiglia                |                        | Alfonso VIII di Castiglia |                          |  |  |       |  |  |                       |  |  |                      |  |
|                                    |                        | Eleonora d'Inghilterra    | Enrico II d'Inghilterra  |  |  |       |  |  |                       |  |  |                      |  |
|                                    |                        | Eleonora d'Inghilterra    | Enrico II d'Inghilterra  |  |  |       |  |  |                       |  |  |                      |  |
|                                    |                        | Eleonora d'Inghilterra    | Eleonora d'Aquitania     |  |  |       |  |  |                       |  |  |                      |  |
| Agnese di Francia                  |                        | Eleonora d'Inghilterra    |                          |  |  |       |  |  |                       |  |  |                      |  |
|                                    | Alfonso II di Provenza | Alfonso II d'Aragona      |                          |  |  |       |  |  |                       |  |  |                      |  |
|                                    | Alfonso II di Provenza | Alfonso II d'Aragona      |                          |  |  |       |  |  |                       |  |  |                      |  |
|                                    | Alfonso II di Provenza | Sancha di Castiglia       |                          |  |  |       |  |  |                       |  |  |                      |  |
| Raimondo Berengario IV di Provenza | Alfonso II di Provenza |                           |                          |  |  |       |  |  |                       |  |  |                      |  |
|                                    |                        | Garsenda di Provenza      | Renier de Sabran         |  |  |       |  |  |                       |  |  |                      |  |
|                                    |                        | Garsenda di Provenza      | Renier de Sabran         |  |  |       |  |  |                       |  |  |                      |  |
|                                    |                        | Garsenda di Provenza      | Garsenda of Forcalquier  |  |  |       |  |  |                       |  |  |                      |  |
| Margherita di Provenza             |                        | Garsenda di Provenza      |                          |  |  |       |  |  |                       |  |  |                      |  |
|                                    |                        | Tommaso I di Savoia       | Umberto III di Savoia    |  |  |       |  |  |                       |  |  |                      |  |
|                                    |                        | Tommaso I di Savoia       | Umberto III di Savoia    |  |  |       |  |  |                       |  |  |                      |  |
|                                    |                        | Tommaso I di Savoia       | Beatrice di Mâcon        |  |  |       |  |  |                       |  |  |                      |  |
| Beatrice di Savoia                 |                        | Tommaso I di Savoia       |                          |  |  |       |  |  |                       |  |  |                      |  |
|                                    |                        | Margherita di Ginevra     | Guglielmo I di Ginevra   |  |  |       |  |  |                       |  |  |                      |  |
|                                    |                        | Margherita di Ginevra     | Guglielmo I di Ginevra   |  |  |       |  |  |                       |  |  |                      |  |
|                                    |                        | Margherita di Ginevra     | Beatrix di Faucigny      |  |  |       |  |  |                       |  |  |                      |  |
|                                    |                        | Margherita di Ginevra     |                          |  |  |       |  |  |                       |  |  |                      |  |

### Fonti primarie
- (LA) Monumenta Germaniae Historica, Scriptores, tomus XXIII. URL consultato il 1º marzo 2020 (archiviato dall'url originale il 12 novembre 2016)..
- (LA) Monumenta Germaniae Historica, Scriptores, Tomus XXIV. URL consultato il 1º marzo 2020 (archiviato dall'url originale il 18 luglio 2018)..
- (LA) Matthæi Parisiensis, Monachi Sancti Albani, Chronica Majorar, vol. IV..
- (LA) Recueil des historiens des Gaules et de la France. Tome 18..
- (LA) Recueil des historiens des Gaules et de la France. Tome 20..
- (LA, FR)   Recueil des historiens des Gaules et de la France. Tome 21..
- (LA) Cartulaire du comté de Ponthieu..

### Letteratura storiografica
- Hilda Johnstone, "Francia: gli ultimi Capetingi", cap. XV, vol. VI (Declino dell'impero e del papato e sviluppo degli stati nazionali) della Storia del Mondo Medievale, 1999, pp. 569–607.
- Hilda Johnstone, "Francia. La guerra dei cent'anni (fino al 1380)", cap. XVI, vol. VI (Declino dell'impero e del papato e sviluppo degli stati nazionali) della Storia del Mondo Medievale, 1999, pp. 608–641.
- (FR) Histoire des ducs de Bourgogne de la race capétienne, tome VI..
- (FR) Histoire des ducs de Bourgogne de la race capétienne, tome VII..
- (FR) Histoire généalogique des ducs de Bourgogne de la maison de France..